# 奧曼尼島
奧曼尼島是俄羅斯的島嶼，屬於法蘭士約瑟夫地群島的一部分，位於傑克遜島西北12公里，由阿爾漢格爾斯克州負責管轄，長3公里、寬1.2公里，最高點海拔高度27米。